# 보가강

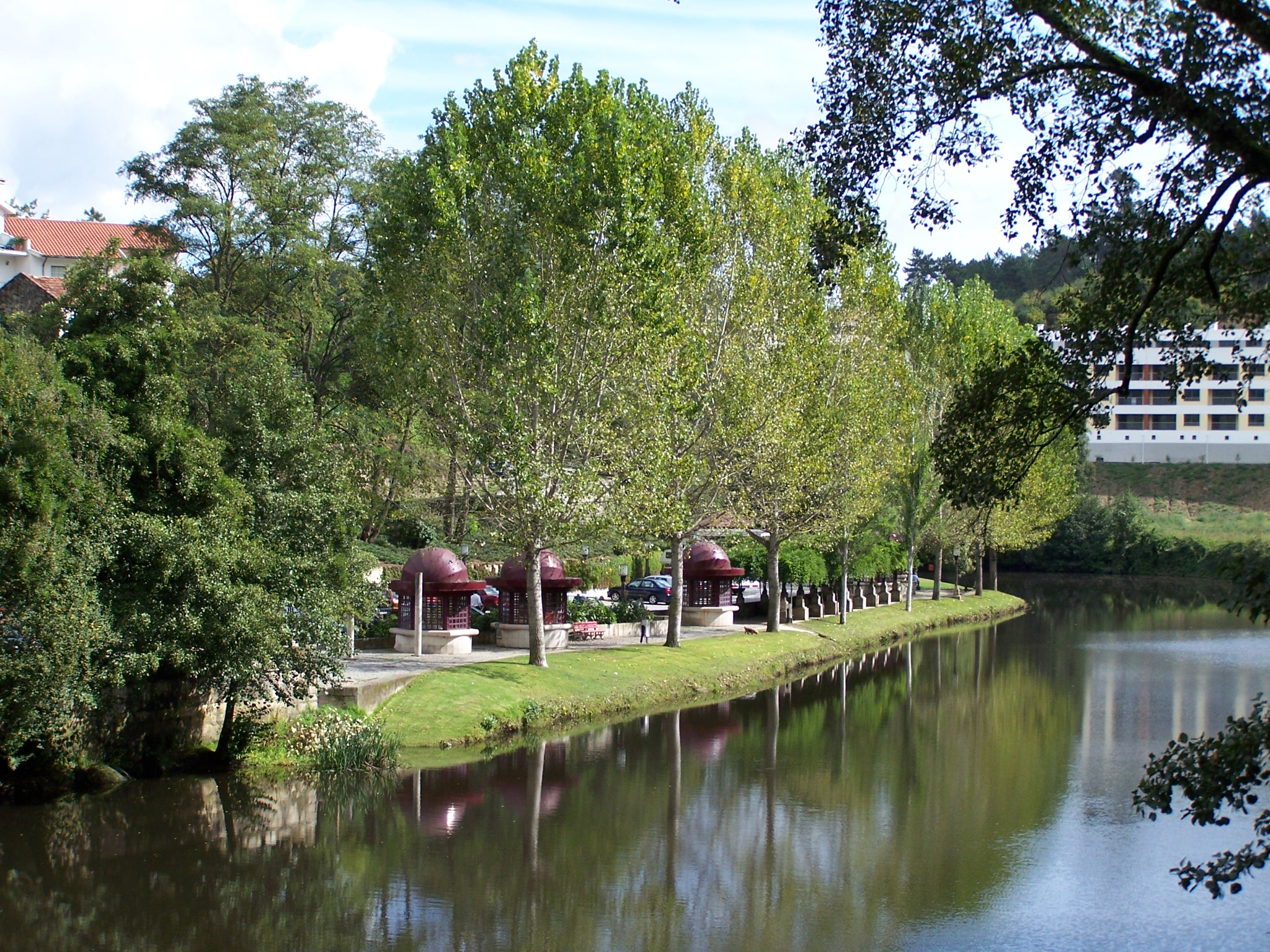

보가강(포르투갈어: Vouga)은 포르투갈 중부 지방에 흐르는 강이다. 보가강의 발원지는 비제우현 세르난셀르 킨텔라에 위치한 해발 864m의 라파 샘(포르투갈어: Chafariz da Lapa)이다.
하구에서는 리아스식 해안인 아베이루히아를 형성해 대서양으로 흘러든다.

## 지류
- 아게다강(Águeda, 좌안)
- 카이마강(Caima, 우안)
- 술강(Sul, 우안)
- 테이셰이라강(Teixeira, 우안)